# Tipula (Yamatotipula) pruinosa sinapruinosa
Tipula (Yamatotipula) pruinosa sinapruinosa is een ondersoort van de tweevleugelige Tipula (Yamatotipula) pruinosa uit de familie langpootmuggen (Tipulidae). De ondersoort komt voor in het Palearctisch gebied.